# Zadní Indie

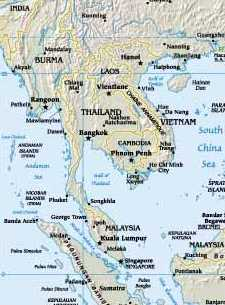

Zadní Indie je poloostrov v jihovýchodní Asii mezi Bengálským zálivem a Jihočínským mořem. Nepočítá se k ní Malajský poloostrov.[zdroj?] Je zde povodí řek Mekong, Menam, Salwin a Iravádí. Pobřeží je rozčleněno v Thajský, Martabanský a Tonkinský záliv. Tento poloostrov má rozlohu přibližně 2 mil. km².
Na poloostrově se rozkládají tyto státy (od západu): zčásti Barma (Myanmar), Thajsko, Kambodža, Laos a Vietnam.